# Żeliwo stopowe
Żeliwo stopowe – żeliwo, do którego w celu modyfikacji jego własności fizycznych i chemicznych dodawane są dodatki stopowe takie jak krzem, nikiel, chrom, molibden, aluminium i inne. Wyróżnia się następujące typy żeliw stopowych:
- Żeliwo odporne na korozję: z dodatkiem niklu i molibdenu, które stabilizują odporny na korozję austenit poprzez dodatek krzemu, chromu lub aluminium, które tworzą odporną na korozję warstwę na powierzchni odlewu.
- Żeliwo kwasoodporne: najczęściej z dużym dodatkiem krzemu, odporne na kwasy: azotowy, fosforowy, siarkowy i octowy.
- Żeliwo żaroodporne
  - Silal – przeznaczone na odlewane elementy do pracy w temperaturach dochodzących do 600–800 °C, o podniesionej zawartości manganu 0,7-0,8% i krzemu 5-7%. Wadą silalu jest wysoka kruchość.
  - Nicrosilal – podobne do silalu z dodatkiem 16-20% niklu. Charakteryzuje się większą żaroodopornoscią i lepszymi charakterystykami wytrzymałościowymi.
  - Niresist – cechuje się wysoką żaroodpornością, a zarazem odpornością na korozję. Zawiera 2,5% krzemu, do 2,0% manganu, 11 do 16% niklu, do 4,0% chromu i do 8% miedzi[1].